# Krasnaja Polana (rejon chomutowski)
Krasnaja Polana (ros. Красная Поляна) – wieś (ros. деревня, trb. dieriewnia) w zachodniej Rosji, w sielsowiecie olchowskim rejonu chomutowskiego w obwodzie kurskim.

## Geografia
Miejscowość położona jest 4 km od centrum administracyjnego sielsowietu olchowskiego (Olchowka), 14 km od centrum administracyjnego rejonu (Chomutowka), 108 km od Kurska.
W granicach miejscowości znajdują się ulice: Wiażońskaja, Olchowskaja.

## Demografia
W 2010 r. miejscowość zamieszkiwało 99 osób.